# Bahnhof Kremmen
Der Bahnhof Kremmen, eröffnet als Bahnhof Cremmen, ist der Bahnhof der Stadt Kremmen im nordwestlichen Berliner Umland. Er ist Endpunkt der Kremmener Bahn aus Berlin, weiter führt die Bahnstrecke Kremmen–Meyenburg nach Neuruppin, Wittstock/Dosse und früher bis Meyenburg. Von 1915 an kreuzte in Kremmen die Bahnstrecke Nauen–Oranienburg (Teil der Brandenburger Umgehungsbahn). Der Personenverkehr auf dieser Strecke endete 1967, der Güterverkehr Anfang der 1990er Jahre. Von Kremmen bis Germendorf wird die Strecke als Draisinenstrecke für den touristischen Verkehr genutzt.
Seit Dezember 2022 halten zwei Regionalbahnlinien im Bahnhof: die Linie RB 55 aus Hennigsdorf endet in Kremmen, der RE 6 (Prignitz-Express) fährt von Berlin-Charlottenburg weiter über Neuruppin, Wittstock, Pritzwalk und Perleberg nach Wittenberge. Das Bahnhofsgebäude wird nicht mehr für den Bahnbetrieb genutzt, ist in Privatbesitz und soll zu einem Geschäftshaus mit Pensionszimmern umgebaut werden.

## Lage und Aufbau

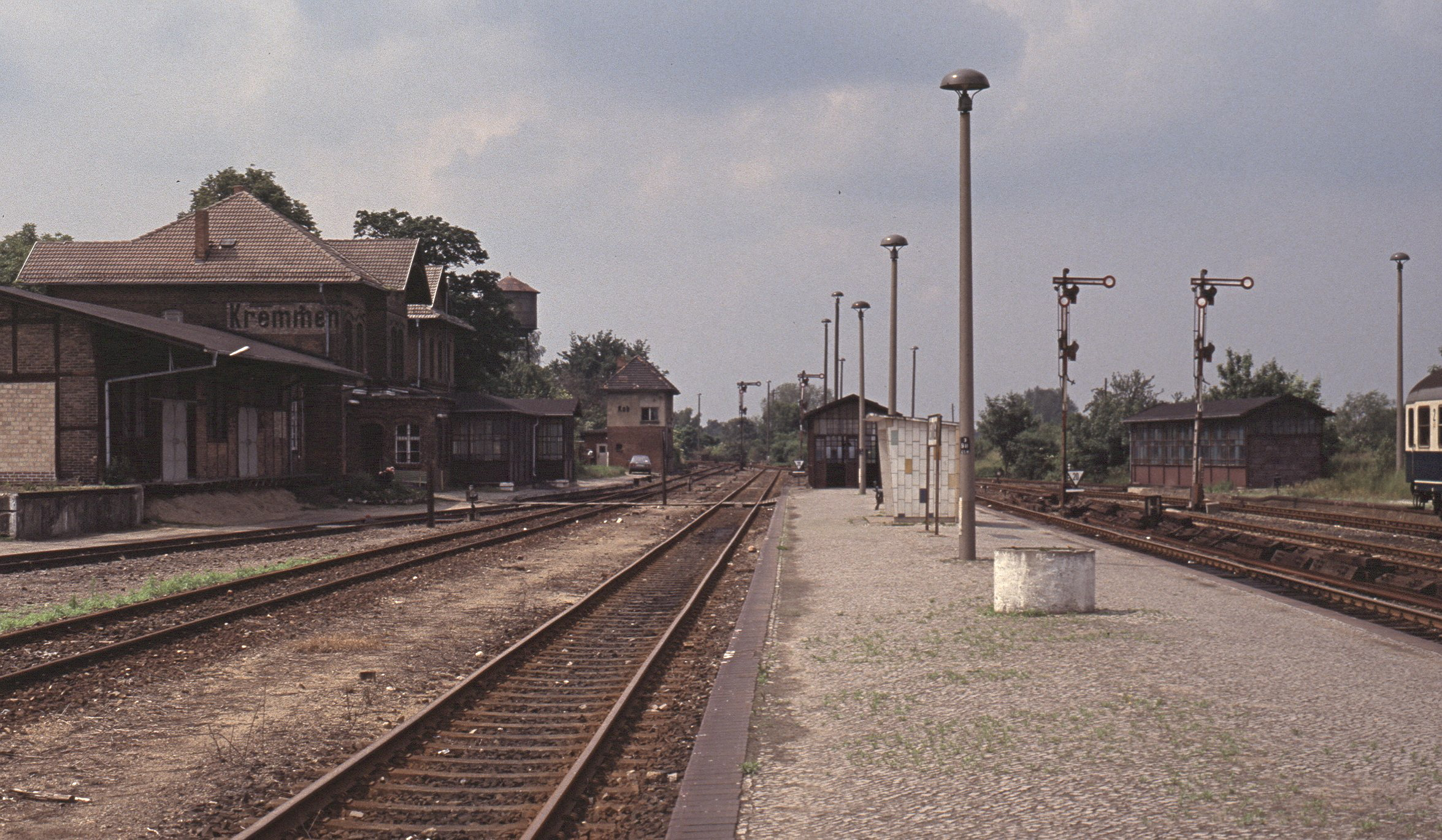
Gleisanlagen, 1991

Der Bahnhof liegt in der Stadt Kremmen im Landkreis Oberhavel in Brandenburg nordwestlich von Berlin. Er ist Endpunkt der Kremmener Bahn, die im Bahnhof Berlin-Schönholz von der Berliner Nordbahn abzweigt, am Streckenkilometer 37,2. Die Kilometrierung hat die Kremmener Bahn von der Nordbahn übernommen, Nullpunkt ist der frühere Nordbahnhof (später Bahnhof Berlin Eberswalder Straße) im Bereich des heutigen Mauerparks. Richtung Nordwesten schließt die im Bahnhof Kremmen beginnende Bahnstrecke Kremmen–Meyenburg an die Kremmener Bahn an. Die aus Richtung Südwesten kommende Bahnstrecke Nauen–Oranienburg kreuzte die Kremmener Bahn, der Bahnhof Kremmen liegt dabei am Streckenkilometer 20,6, gezählt vom Bahnhof Nauen. Der Bahnhof entstand etwas über einen Kilometer südöstlich der Innenstadt von Kremmen unweit der Berliner Chaussee.
Die Gleise verlaufen im Bahnhofsbereich in Südost-Nordwest-Richtung. Das Empfangsgebäude steht südwestlich der Gleisanlagen. Die Gleisanlage umfasst das durchgehende Hauptgleis 1 für die Züge der Linie RE 6 und das Stumpfgleis 2 am Empfangsgebäude für die Verstärker der RB 55.
Die signaltechnischen Anlagen wurden von zwei mechanischen Stellwerken, dem Befehlsstellwerk Krm und dem Wärterstellwerk Kob, aus überwacht. Krm befand sich am Südkopf, Kob am Nordkopf des Bahnhofs. Die beiden Stellwerke waren bis etwa zum Jahr 2000 in Betrieb. Während der Umbauphase war im Befehlsstellwerk ein Stelltisch der Bauart GS II DR eingebaut. Seit dem 26. Februar 2005 wird der Bahnhof vom ESTW Neuruppin aus ferngesteuert.

## Geschichte

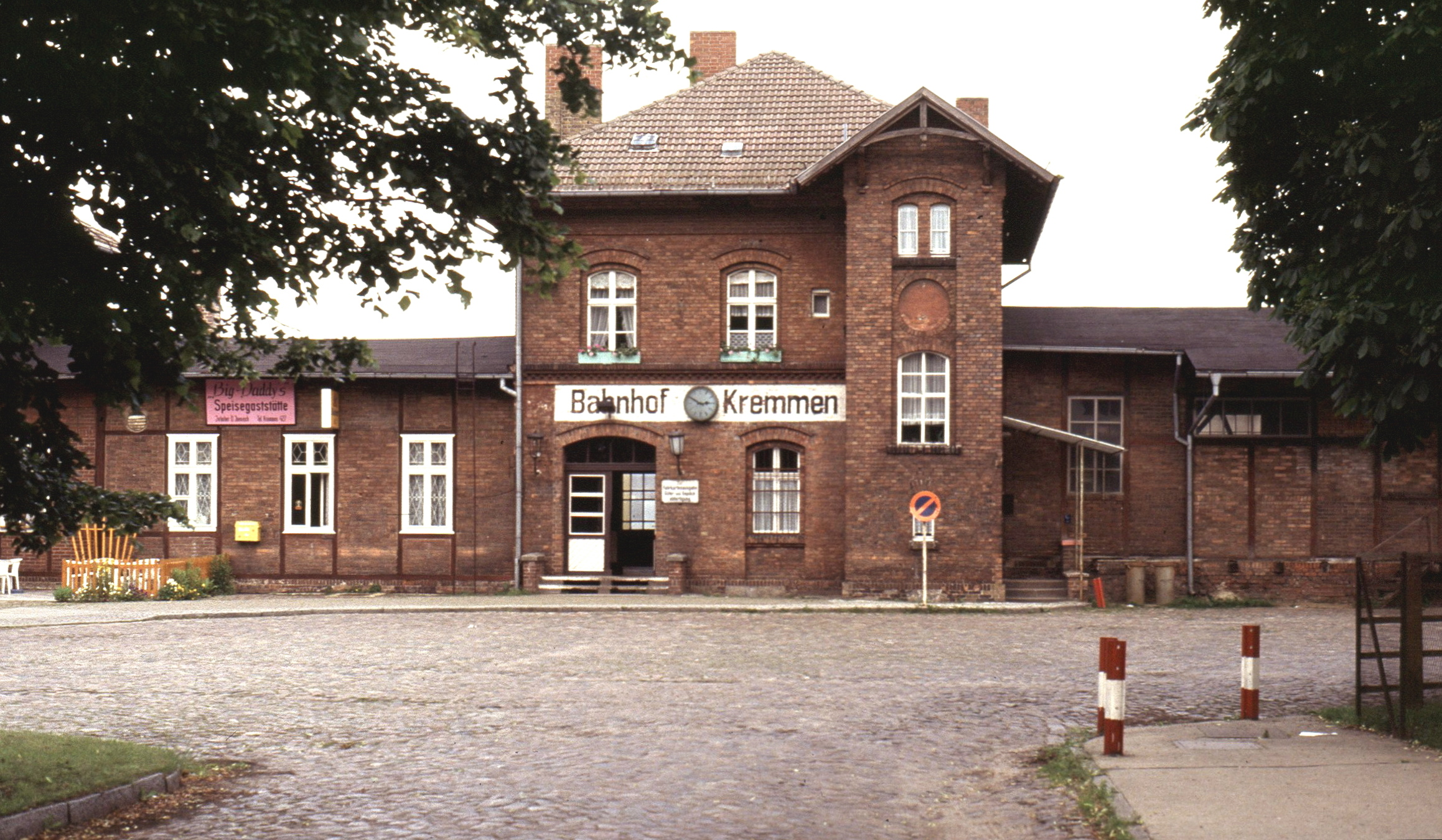
Empfangsgebäude, 1991

Die Kremmener Bahn von Berlin wurde durch die Preußische Staatsbahn gebaut und ging mit dem Bahnhof Kremmen am 20. Dezember 1893 in Betrieb. In der Folge hatten die weiter in Richtung Nordwesten gelegenen Orte, vor allem die Stadt Neuruppin, Interesse an einem Anschluss an dieser Bahnstrecke. Am 25. Juni 1897 erhielt die private Kremmen-Neuruppiner Eisenbahngesellschaft (später Teil der Ruppiner Eisenbahn) die Konzession zum Bau einer Bahnstrecke, die am 16. Dezember 1898 nach Neuruppin für den Güterverkehr, am 1. Februar 1899 auch für den Personenverkehr in Betrieb ging. 1901 wurde der Bahnhof durch die Firma Lenz & Co., bis 1906 Betriebsführer der Privatbahn, umgebaut und erhielt unter anderem einen Bahnsteigtunnel. Zwar nutzten beide Bahngesellschaften die Anlagen des Bahnhofs gemeinsam, jedoch gestattete die Staatsbahn der Privatbahn nicht die Nutzung ihrer Anlagen für die Wasserversorgung der Lokomotiven. Lenz & Co. baute daraufhin eine Wasserstation im benachbarten Bahnhof Beetz-Sommerfeld. In den ersten Betriebsjahren mussten Reisende aus Berlin in Richtung Neuruppin noch stets in Kremmen umsteigen, aber schon vor dem Ersten Weltkrieg fuhren die Züge über die Strecken beider Gesellschaften vom Stettiner Bahnhof in Berlin nach Neuruppin durch, ohne dass in Kremmen der Zug gewechselt werden musste.

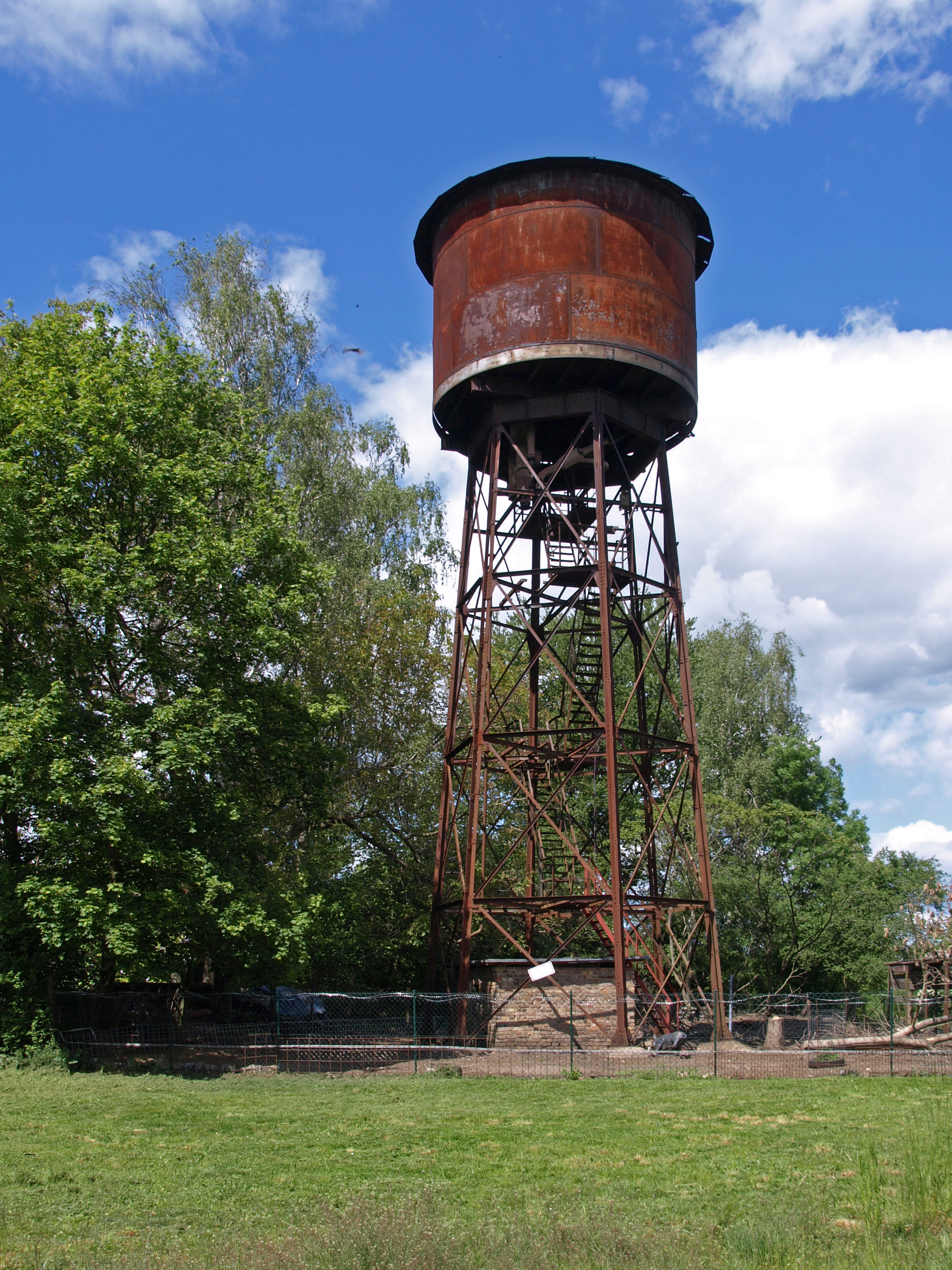
Wasserturm, 2019

Im Zuge des Baus der Bahnstrecke Nauen–Oranienburg hatte der Bahnhof in den 1910er Jahren erneut „einen minder durchgreifenden Umbau erfahren“. Der ursprüngliche Bahnsteig (Gleise 1/2) der Züge Berlin – Neuruppin diente fortan der Umgehungsbahn, nordöstlich davon entstand ein weiterer Mittelbahnsteig (Gleise 5/9). Beide waren über einen Fußgängertunnel mit dem Empfangsgebäude verbunden. Am Südkopf kreuzte die Kremmener Bahn die Umgehungsbahn niveaufrei über eine Überführung.
1945 war der Bahnverkehr in Kremmen für einige Monate ganz unterbrochen, bevor im Juni wieder eine Anbindung an Hennigsdorf erfolgte. Die Strecke der Ruppiner Eisenbahn von Kremmen nach Wittstock und Neuruppin kam 1949 zur Deutschen Reichsbahn. Nach dem Bau der Berliner Mauer 1961 war die direkte Verbindung nach Berlin über die Kremmener Bahn endgültig gekappt und Kremmen befand sich in einer Randlage. Der Personenverkehr nach Nauen und Oranienburg wurde 1967 eingestellt. Nach der Stilllegung ließ die Reichsbahn die Brücke am Südkopf abreißen und verlegte die Einfahrt der Kremmener Bahn zum Bahnsteig 1/2.
An den Anlagen wurde so wenig geändert und modernisiert, dass das ZDF und die DEFA den Bahnhof 1992 als Drehort für den Historienfilm Krücke nutzte, der in der Nachkriegszeit spielte. Zwischen 1995 und 1998 wurde Strecke und Gleisanlagen im Zuge der Schaffung des Prignitz-Expresses ausgebaut, so dass der Bahnhof nur im Schienenersatzverkehr an Hennigsdorf angebunden war. Das Bahnhofsgebäude wurde auch nach dem Streckenausbau nicht mehr für betriebliche Zwecke benötigt und stand leer.
In den folgenden Jahren geschah am Bahnhofsgebäude außer dem Abriss eines Schuppens nichts. 2004 verkaufte die Deutsche Bahn das Gebäude zusammen mit etwa 1000 anderen Bahnhöfen an ein Unternehmen aus Luxemburg, das Käufer finden sollte. 2011 kaufte ein Bürger den Bahnhof, scheiterte jedoch an der Eintragung ins Grundbuch. Bis 2012 stand der Bahnhof leer und wurde nicht genutzt. 2012 kaufte ein ortsansässiger Landwirt und ehemaliger Bürgermeister und Ortsvorsteher das Gebäude. Er plant dort zusammen mit einem Pächter einen Kiosk, einen Geschenkeshop, Pensionszimmer und Wohnungen einzurichten. Bis 2015 wurde die Fassade umfassend saniert.

## Personenverkehr

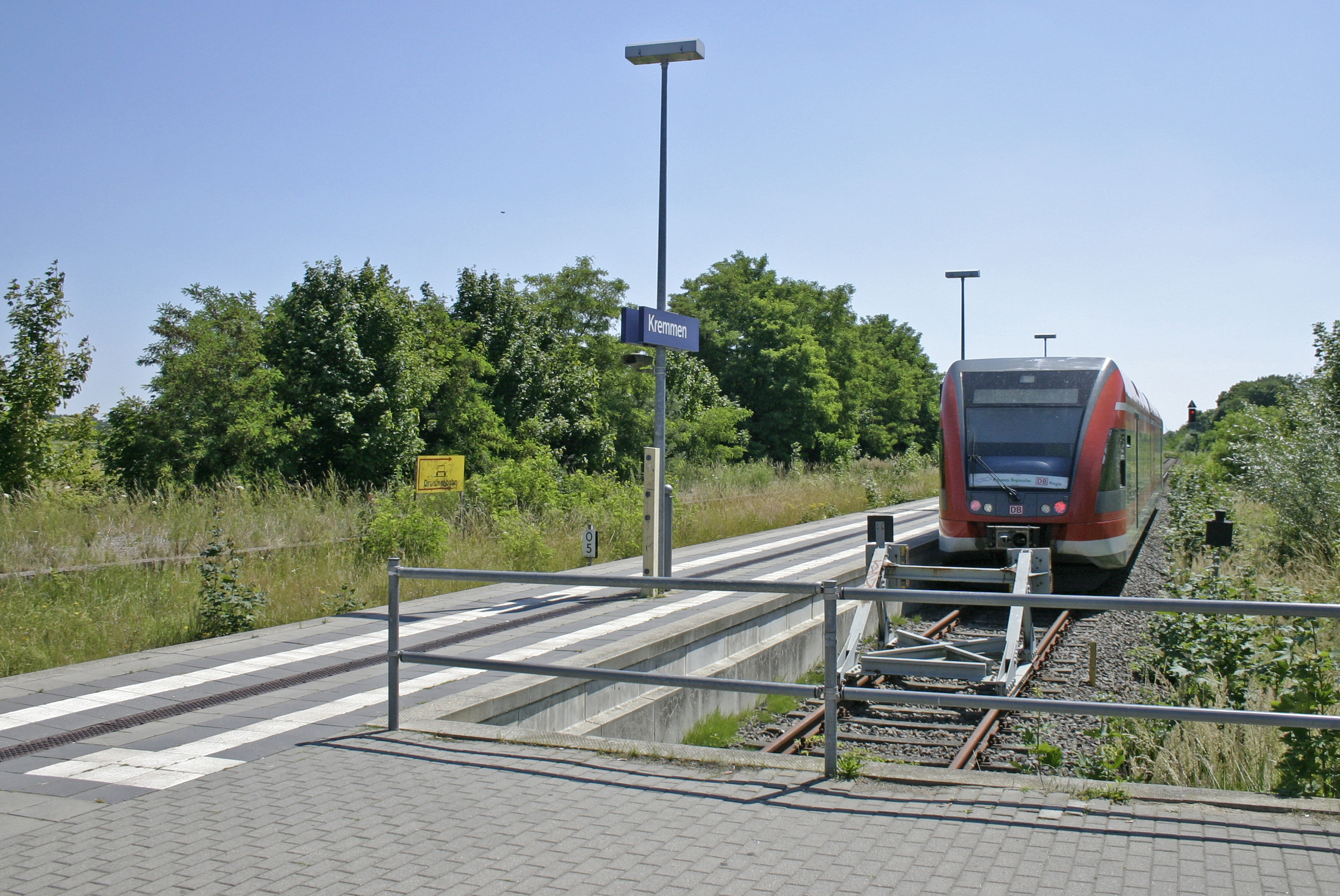
Bahnsteige, 2015

Mit der Aufnahme des elektrischen S-Bahn-Verkehrs zwischen Berlin und Velten am 16. März 1927 wurden die Vorortzüge zwischen Berlin und Velten eingestellt, Reisende nach Kremmen mussten in Velten umsteigen. Züge, die weiter in Richtung Neuruppin und Wittstock fuhren, begannen dagegen meist weiterhin im Stettiner Fernbahnhof in Berlin und boten so eine direkte Verbindung zwischen Berlin und Kremmen. Es gab 1939 acht Verbindungen zwischen Berlin und Neuruppin über Kremmen, sechs davon durchgehend, bei zweien musste in Velten umgestiegen werden. Hinzu kamen etwa 20 Zugpaare am Tag zwischen Velten und Kremmen mit Anschluss von der S-Bahn.
Das Verkehrsaufkommen auf der Strecke Nauen–Oranienburg im Personenverkehr blieb zunächst gering. Der Bahnhof Kremmen wurde 1934 in dieser Relation nur von drei Zugpaaren am Tag bedient, hinzu kam ein einzelner Zug von Nauen nach Kremmen. Als Folge der wachsenden Rüstungsindustrie im Raum Oranienburg steigerte sich bis 1939 das Angebot auf dieser Strecke auf acht Zugpaare am Tag.
1994 wurde das Zugangebot vertaktet, die Züge verkehrten fortan im Zweistundentakt mit einzelnen Verstärkern zwischen Hennigsdorf und Kremmen.
| Linie                    | Verlauf | Takt (min) | EVU              |
| ------------------------ | --- | ---------- | ---------------- |
| RE 6                     | Berlin-Charlottenburg – Berlin-Spandau – Falkensee – Hennigsdorf (b Berlin) – Velten (Mark) – Kremmen – Neuruppin Rheinsberger Tor – Wittstock (Dosse) – Pritzwalk – Wittenberge | 60         | DB Regio Nordost |
| RB 55                    | Hennigsdorf (b Berlin) – Velten (Mark) – Bärenklau – Vehlefanz – Schwante – Kremmen                                                                                              | 60         | DB Regio Nordost |
| Stand: 15. Dezember 2024 | |            |                  |

## Trivia
In der Folge Polizeiruf 110: Mitternachtsfall ist der Bahnhof Kremmen als »Bahnhof Krömmen« zu sehen.